# 松本孫右衛門

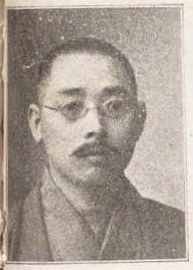
松本孫右衛門

松本 孫右衛門（旧字体：松󠄁本 孫右衞門、まつもと まごえもん、1873年（明治6年）1月16日 - 1948年（昭和23年）9月6日）は、明治後期から昭和初期の日本の実業家・政治家。衆議院議員。旧名・硯蔵。

## 経歴
磐前県行方郡、のちの原町村（福島県相馬郡原町村、原町、原町市を経て現南相馬市原町区）で、酒造業・松本仙蔵の長男として生まれる。東京物理学校（現東京理科大学）を卒業。1894年（明治27年）4月、家督を相続し、同年6月、孫右衛門に改名。酒造業を営む。
三星炭鉱社長に就任し、その経営により信頼を得た。以後、東京株式取引所理事、横浜取引所監査役、台湾拓殖監査役、東京信用銀行頭取、東神護謨工業社長、都新聞社取締役、大日本炭礦取締役、札幌木材取締役、東京信用商事取締役、熱海埋立取締役などを務めた。
政界では若くして自由民権運動に加わり『福島民報』を経営した。1904年（明治37年）3月、第9回衆議院議員総選挙（福島県郡部、立憲政友会）で初当選し、その後、第16回総選挙まで3回再選され、衆議院議員に通算4期在任した。この間、政友会総務、同顧問、同常議員、鉄道会議議員、簡易生命保険積立金運用委員会委員なども務めた。

## 国政選挙歴
- 第9回衆議院議員総選挙（福島県郡部、1904年3月、立憲政友会）当選[7]
- 第11回衆議院議員総選挙（福島県郡部、1912年5月、立憲政友会）当選[8]
- 第14回衆議院議員総選挙（福島県第10区、1920年5月、立憲政友会公認）当選[9]
- 第15回衆議院議員総選挙（福島県第10区、1924年5月、立憲政友会公認）落選[10]
- 第16回衆議院議員総選挙（福島県第3区、1928年2月、立憲政友会公認）当選[11]
- 第19回衆議院議員総選挙（福島県第3区、1936年2月、立憲政友会公認）落選[12]

## 家族
- 父・松本仙蔵 ‐ 福島県相馬郡原町の酒造業
- 妻・きさ ‐ 東京信用銀行頭取、広島屋旅館回漕業・井沢吉五郎の娘
- 二男・松本敬次郎 ‐ 満鉄社員、京都帝国大学政治科卒
- 二女・増山貞子 ‐ 回漕業・増山喜一郎（増山太助の兄）の妻
- 相婿・和合英太郎